# Tecwyn Roberts
Pour les articles homonymes, voir Roberts.
Tecwyn Roberts (né le 10 octobre 1925 à Llanddaniel Fab et mort le 27 décembre 1988 à Crownsville) est un ingénieur aérospatial gallois.
Il a, dans les années 1960, joué un rôle important dans la conception du centre de contrôle de mission du centre spatial Lyndon B. Johnson de la National Aeronautics and Space Administration (NASA) à Houston et dans la création du réseau mondial de suivi et de communication de la NASA, le Manned Space Flight Network (en) (MSFN).
Roberts est le premier responsable de la dynamique de vol de la NASA avec le programme Mercury, qui a envoyé le premier Américain dans l'espace.

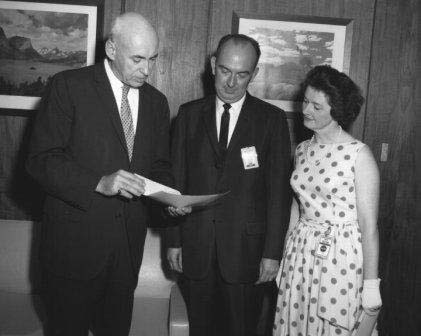
Tecwyn Roberts (à droite, avec sa femme) recevant une distinction de Robert Gilruth (gauche).